# Rolls-Royce Silver Spirit
El Silver Spirit es un coche berlina fabricado por Rolls-Royce Motors en Inglaterra. Fue lanzado al mercado en 1980 como el primer modelo de la serie SZ.
El Silver Spur es una versión del Silver Spirit con distancia entre ejes más larga, que fue construida al mismo tiempo. El Spirit fue el primer coche en presentar el emblema retráctil Espíritu del Éxtasis de la compañía. Este se hundía en el radiador cuando no estaba desplegado.

## Mark I
El Silver Spirit, introducido por Rolls-Royce en 1980, fue el primero de una nueva generación de modelos de la compañía. Fue la base para los Flying Spur, Silver Dawn, Touring Limousine y Park Ward. El mismo chasis también fue utilizado por su compañía hermana, Bentley, para sus nuevas series Mulsanne/Eight.
El nuevo coche no era enteramente nuevo - compartía el panel del suelo básico del Silver Shadow así como el motor V8 de 6.75 L y la transmisión automática de 3-velocidades THM 400 suministrada por GM. El Spur continuó con el elevado grado de calidad de marcha y suspensiones autonivelantes del Silver Shadow, esta vez utilizando un control de altura sobre el pavimento de transmisión hidráulica de Girling y amortiguadores de carga de gas.

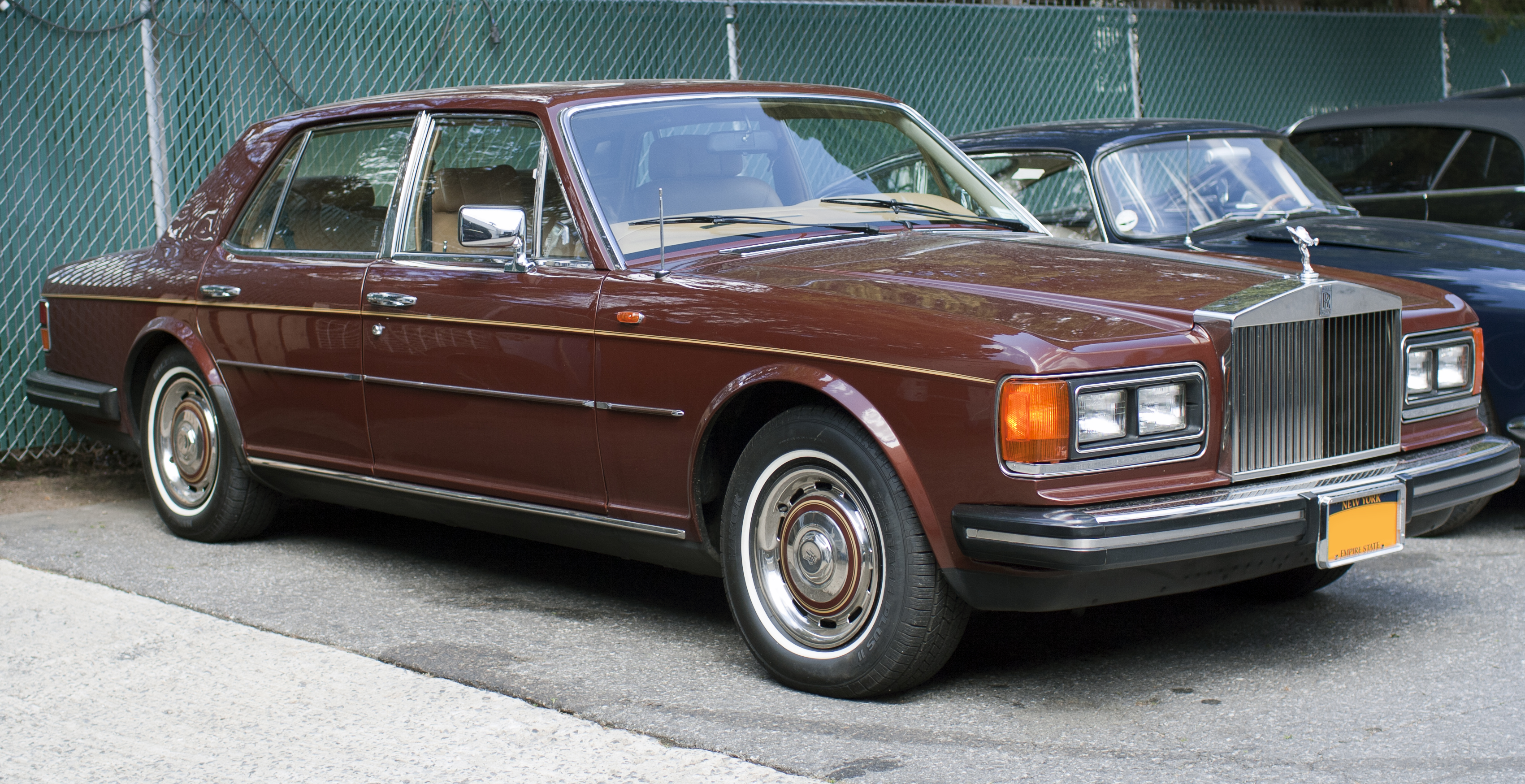
Rolls-Royce Silver Spirit de 1982 (Norteamérica)
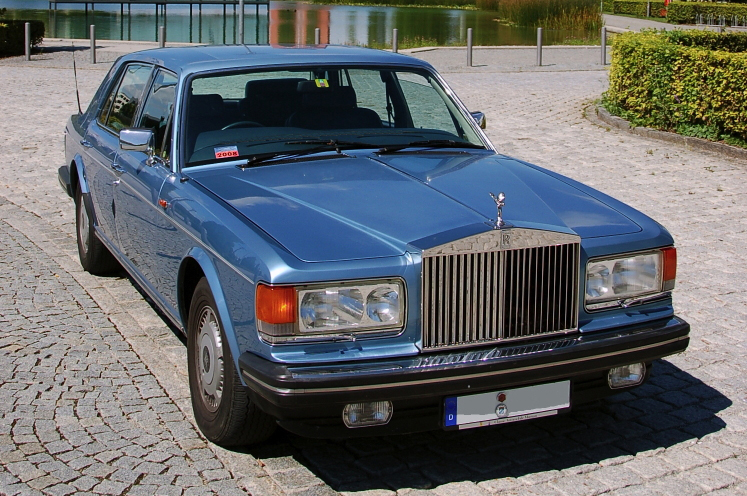
Rolls-Royce Silver Spur de 1982 (Europa)
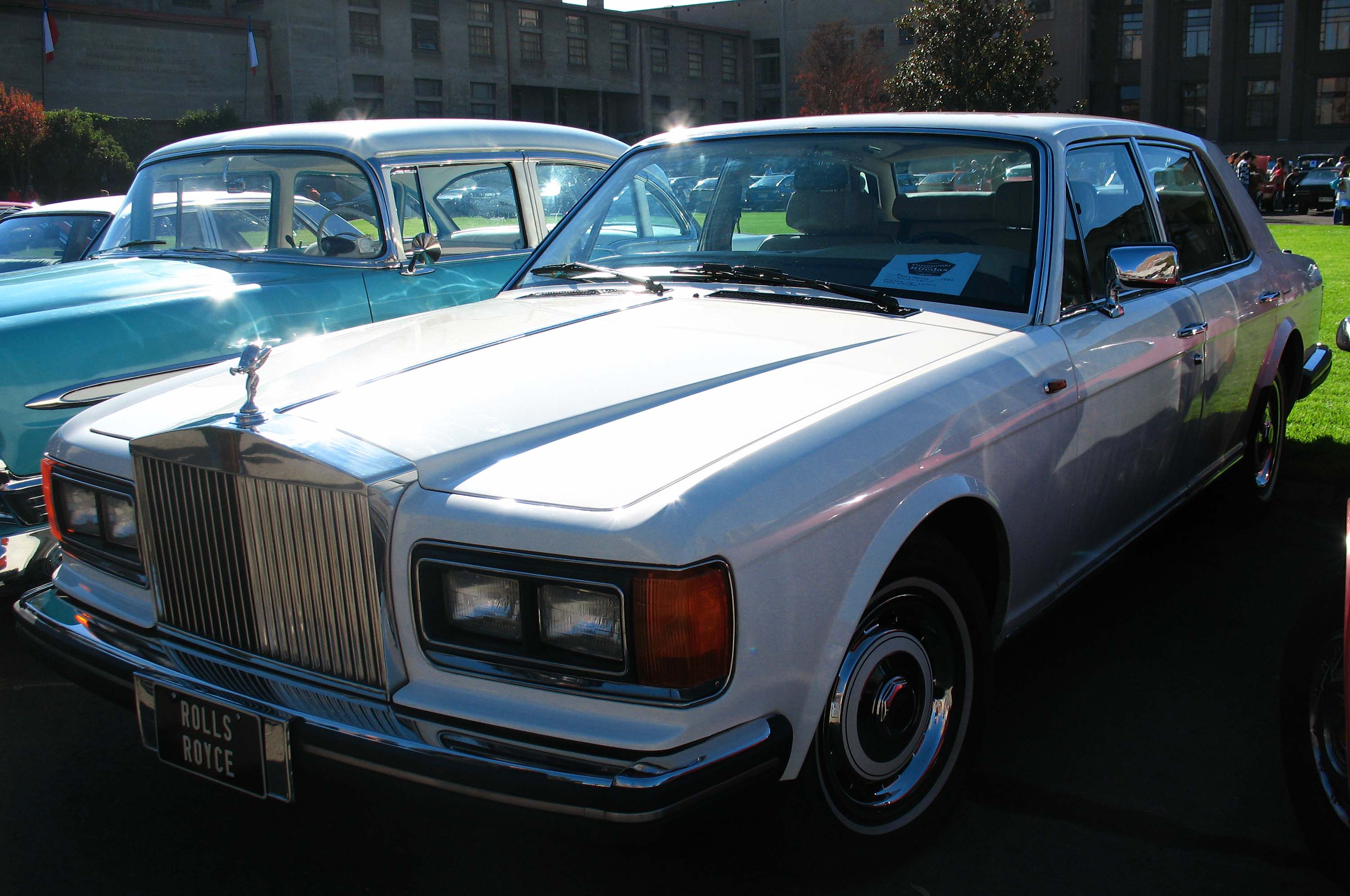
Silver Spirit de 1985
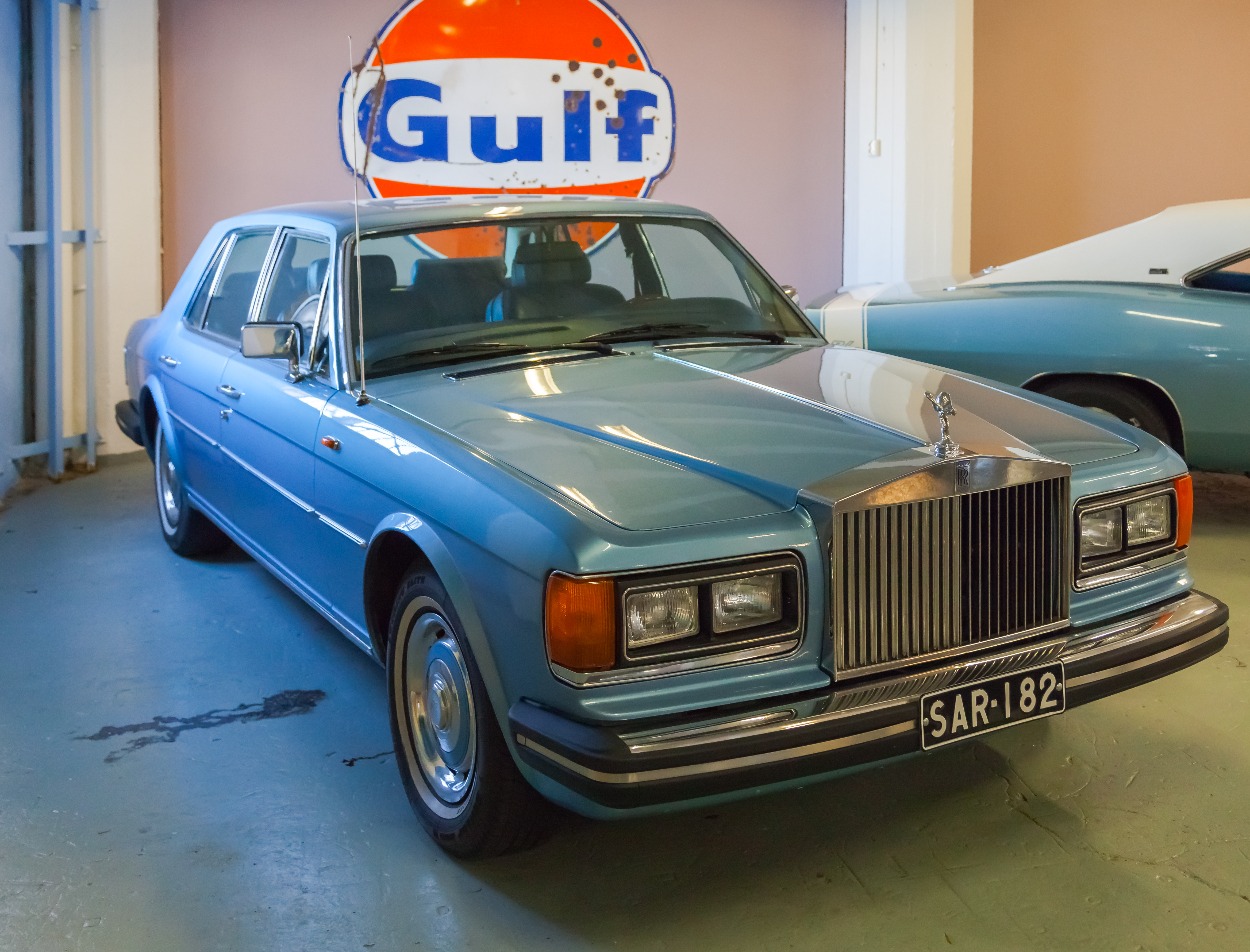
Ejemplar de 1984

## Mark II
El Silver Spirit II y Silver Spur II fueron introducidos en el Salón del Automóvil de Fráncfort de 1989. De nuevo, la suspensión fue la principal innovación, con "Control de Marcha Automático", con un sistema automático de ajuste de los amortiguadores en todas las cuatro ruedas en tiempo real. El panel de control también fue rehecho para ayudar a modernizar el interior, con dos salidas de ojos de buey adicionales de ventilación añadidos en la fascia. Otras innovaciones principales fueron la adopción de ABS e inyección como estándar en todos los modelos.
Originalmente manteniendo la transmisión de tres-velocidades Turbo Hydramatic GM400 de los primeros Spirits/Spurs, en invierno de 1991 se introdujo una transmisión de cuatro-velocidades (GM 4L80E).

## Mark III
Los Silver Spirit III y Silver Spur III, introducidos en 1993, confiaron sus mejoras en el tradicional motor V8 como su diferenciador. Un nuevo colector de admisión y una nueva culata dieron mayor potencia de salida al vehículo, que todavía fue calificada simplemente como "adecuada" en la literatura de la compañía. Airbags duales fueron otra de las nuevas características, y asientos traseros ahora ajustados de forma independientes. El sistema de suspensión activa también fue ajustado para una mayor fiabilidad y un más fácil mantenimiento.[cita requerida]

### Flying Spur
El Flying Spur 1994-1995 es una versión turbo de mayor rendimiento del Silver Spur III. Solo 134 coches fueron producidos.

### Silver Dawn
El Silver Dawn es una edición especial del Silver Spur III con varias nuevas opciones como el sistema electrónico de control de tracción y asientos traseros con calefacción.
La altura del radiador es reducida en 2 pulgadas (51 mm) y la medida del Espíritu del Éxtasis es reducida un 20 por cien. El nuevo frontal fue más tarde heredado por la serie mark IV.
El Silver Dawn apareció un año antes en el mercado americano.

## Mark IV
Diseñado en otoño de 1992, la revisión final del Silver Spirit y Silver Spur fue introducida a finales de 1995.
El modelo fue comercializado como el Nuevo Silver Spirit/Nuevo Silver Spur pero la firma en el maletero solo dice Silver Spirit/Silver Spur como en el mark I. Debido a decisiones de marketing los coches no tomaron la designación serie IV debido a que el sufijo IV se encontró inapropiado al respecto en algunos países del Extremo Oriente donde es un símbolo de muerte.
Los mayores cambios incluyeron la introducción una columna de madera por debajo del panel de mandos, el reemplazamiento del antiguo control de motor Bosch con un nuevo Zytec, nuevos parachoques delanteros y traseros para hacer el coche de estética más moderna, y la introducción de las nuevas ruedas de dieciséis pulgadas. Para 1997, la versión de distancia entre ejes más larga era estándar en todos los modelos, con los modelos limusina ofreciendo solo la versión extra-larga. Otro importante cambio ese años fue la introducción del un turbocompresor Garrett en todos los modelos.
El Silver Spirit fue después abandonado con el modelo del año 1997 como la última versión.

### Park Ward Limousine
El Park Ward es una edición limitada y alargada del Silver Spur mark IV. Tiene una distancia entre ejes 24 pulgadas (610 mm) ampliada y un techo levantado en 2 pulgadas (50 mm). El Park Ward remplazó el Silver Spur Touring Limousine.
El nombre acurado de este modelo fue Rolls-Royce Park Ward Limousine. En medio del modelo del año 1998 el nombre fue cambiado por Rolls-Royce Silver Spur Park Ward. La firma en el maletero dice solo Park Ward.
El equipamiento estándar son un mueble de bar con decantadores y copas de cristal, intercomunicador, accionamiento eléctrico y un techo solar para el asiento trasero.
Rolls-Royce Park Ward Limousine no debe ser confundido con el Rolls-Royce Silver Seraph Park Ward de 2000-2002.

## Touring Limousines oficiales
Diferentes versiones de limusina fueron construidas durante la producción por Rolls-Royce, en cooperación con el fabricante de carrocerías Mulliner Park Ward, de Londres. Robert Jankel fue el responsable de diseño.
El primer Silver Spur Limousine fue producido en 1982. 16 coches tenían el tramo adicional de 36 pulgadas, 84 coches con un tramo adicional de 42 pulgadas fueron producidos en 1984 y más adelante. Un coche tenía un tramo adicional de 14 pulgadas. Estos coches fueron alargados en el pilar B, entre las puertas delanteras y traseras.
Desde 1991 en adelante, 99 unidades Touring Limousine con tramos adicionales de 24 pulgadas fueron producidas. El coche fue alargado en el pilar-C con una ventana de ópera añadida, con el espíritu de los modelos Rolls-Royce Phantom V y Phantom VI. Como estos modelos más tempranos, la mayoría de vehículos tenían asientos abatibles en el área trasera de pasajeros.
El Park Ward Limousine fue el último en ser oficialmente alargado (24 pulgadas, otra vez en el pilar-C) con 70 unidades de producción comenzando en 1996 y concluyendo en 1999.
|                                                                |
| Rolls-Royce Silver Spur III Touring Limousine Blindada de 1994 |

|                                          |
| Silver Spur II Touring Limousine de 1993 |

## Producción
Los años indicados de los modelos corresponden al número de chasis, no al año de fabricación.

### Mark I
- 1980-1989 Silver Spirit: 8126
- 1980-1989 Silver Spur: 6240
  - 1985 Silver Spur Centenary: 26
  - 1982-1985 Silver Spur extendido 36 plg (914 mm): 16
  - 1984 Silver Spur extendido 14 plg (356 mm): 1
  - 1984-1988 Silver Spur extendido 42 plg (1067 mm): 84

### Mark II
- 1990-1993 Silver Spirit II: 1152
- 1990-1993 Silver Spur II: 1658
  - 1990-1991 Mulliner Spur: 71
  - 1992-1993 Silver Spur II Touring Limousine: 56

### Mark III
- 1994-1995 Silver Spirit III: 234
- 1994-1995 Silver Spur III: 465
  - 1994-1995 Silver Spur III Touring Limousine: 36
  - 1995 Flying Spur: 134
  - 1995-1998 Silver Dawn: 237
  - 1996, 1998 Silver Spur Touring Limousine: 9

### Mark IV
- 1996-1997 Nuevo Silver Spirit: 145
- 1996-2000 Nuevo Silver Spur: 802
  - 1996-1999 Park Ward Limousine: 49
  - 1997-1998 Touring Limousine extendido 48 plg (1219 mm): 3
  - 1997-1999 Silver Spur Division: 38
  - 1998 Silver Spur Non-Division: 20